# Democratisch Zaanstad
Democratisch Zaanstad is een lokale politieke partij in Zaanstad, die bij de gemeenteraadsverkiezingen van 2006 twee zetels verkreeg in de Zaanse gemeenteraad. De partij is opgericht door Aart Molenaar die in 2002 lid was van de Zaanse Onafhankelijke Groepering. Bij de gemeenteraadsverkiezingen van 2014 verdubbelde de partij naar vier zetels.